# Хулугу
Хулугу (Гулуґу) (кит.: 狐鹿姑; д/н — 85 до н. е.) — 9-й шаньюй держави хунну в 96—85 роках до н. е.

## Життєпис
Старший син шаньюя Цєдіхоу. Обіймав посаду східного тукі-вана. Відзначився у війнах проти імперії Хань, зокрема 97 року до н. е. в 6-денній битві. 96 року до н. е. після смерті батька спадкував владу. Призначив молодшого брата східним тукі-ваном (спадкоємцем), але той невдовзі помер. До 90 року до н. е. дотримувався миру з ханським імператор Лю Че. Через збільшення правлячої династії впровадив нові титул жичжо-ван і посаду великого цзюйкюя.
У 90 році до н. е. двічі напав на командорства Ваньгу і Уюань, де було захоплено багато здобичі. За цим переніс свою ставку на північ. У відповідь 3 китайські армії загальною чисельністю140 тис. вояків виступили проти хунну. Проти кожної з них шаньюй відправив західного великого дуюя Вей Люя, західного тукі-вана Лі Ліна й князів Яньцюя і Хучжі. Перша хуннуська армія зазнало поразки в ущелині Фуянь на шляху до турфанської оази, друга армія в битві на річці Пуну не змогла перемогти китаців, третя армія також немала успіху. В битві на річці Чжицзюй шаньюй зазнав поразки від ханського війська на чолі ізЛі Гуанлі, але вже у битві в горах Яньжаньшань (неподалік Байкалу) Хулугу завдав нищівної поразки китайцям, захопивши у полон Лі Гуанлі. Шаньюй одружив останнього на своїй дочці. За цим звернувся до імператора Лю Че з вимогою підтвердити договір 162 року до н. е., відповідно до якого влаштувати весілля з китайською принцесою, одержати 600 л вина, 2,5 млн л рису, 100 тис. рулонів шовку. Ханський уряд проігнорував вимоги.
Водночас внаслідок інтриг Вей Люя, що підкупив шаманів, Лі Гуанлі було принесено в жертву духам воїнів як робили хунну раніше. Перед жертвопринесенням Лі Гуанлі прокляв рід шаньюїв. Після страти Лі Гуанлі у хунну трапився падіж худоби і епідемія. Хулугу наказав побудувати храм Лі Гуанлі і приносити йому жертви.
У 87 році дон. е. після смерті імператора Лю Че шаньюй намагався домовитися про відновлення договору 162 року до н. е. з новим імператором Лю Фуліном, але марно. 85 року до н. е. помер сам Хулугу, заповівши владу західному гулі-вану Сяньхяньшаню. Проте дружина Хулугу приховала заповіт й домоглася обранням шаньюєм сина східного гулі-вана — Хуяньді.